# Ciclón (1978)
Ciclon (en inglés Cyclone) es una película mexicana de 1978 dirigida por René Cardona Jr. Protagonizada por Andrés García, Hugo Stiglitz y Mario Almada. Se rodó en varias ubicaciones en México, incluyendo Ciudad de México y Tepoztlán, Morelos. 

## Trama
El mar Caribe, en algún lugar de la costa de México. Las autoridades locales reciben informes sobre un ciclón que se aproxima y emiten una alerta general, pero un pequeño avión de pasajeros, un barco turístico y un pesquero no reciben (o no hacen caso) de la advertencia y se ven atrapados por la tormenta quedando a la deriva en alta mar. Los sobrevivientes tendrán que hacer frente a la sed, al hambre y a los voraces tiburones que los acechan.

## Reparto
- Arthur Kennedy como el Sacerdote
- Carroll Baker como Sheila
- Lionel Stander como Taylor
- Andrés Garcia como Andrés
- Hugo Stiglitz como el Piloto
- Mario Almada como Pitorro
- Olga Karlatos como Mónica
- Milton Rodríguez
- Ricardo Carrión como el Doctor
- Edith González como Tirsa
- Jorge Victoria
- Ricardo Noriega
- Guadalupe Noriega
- Estela Piquer
- René Cardona III como Thomas